# Mariä Heimsuchung (Aschaffenburg)

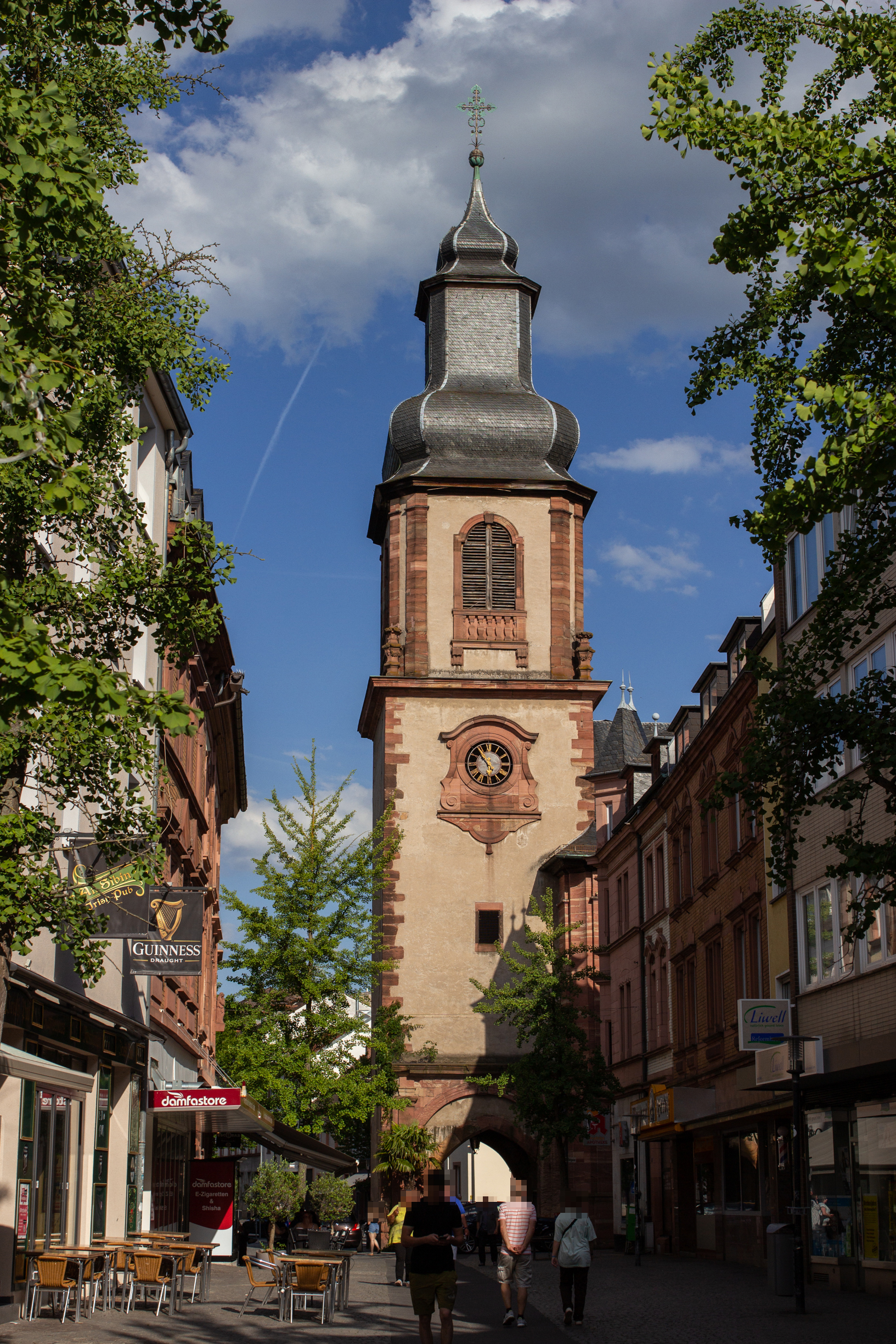
Sandkirche, Blick aus der Sandgasse

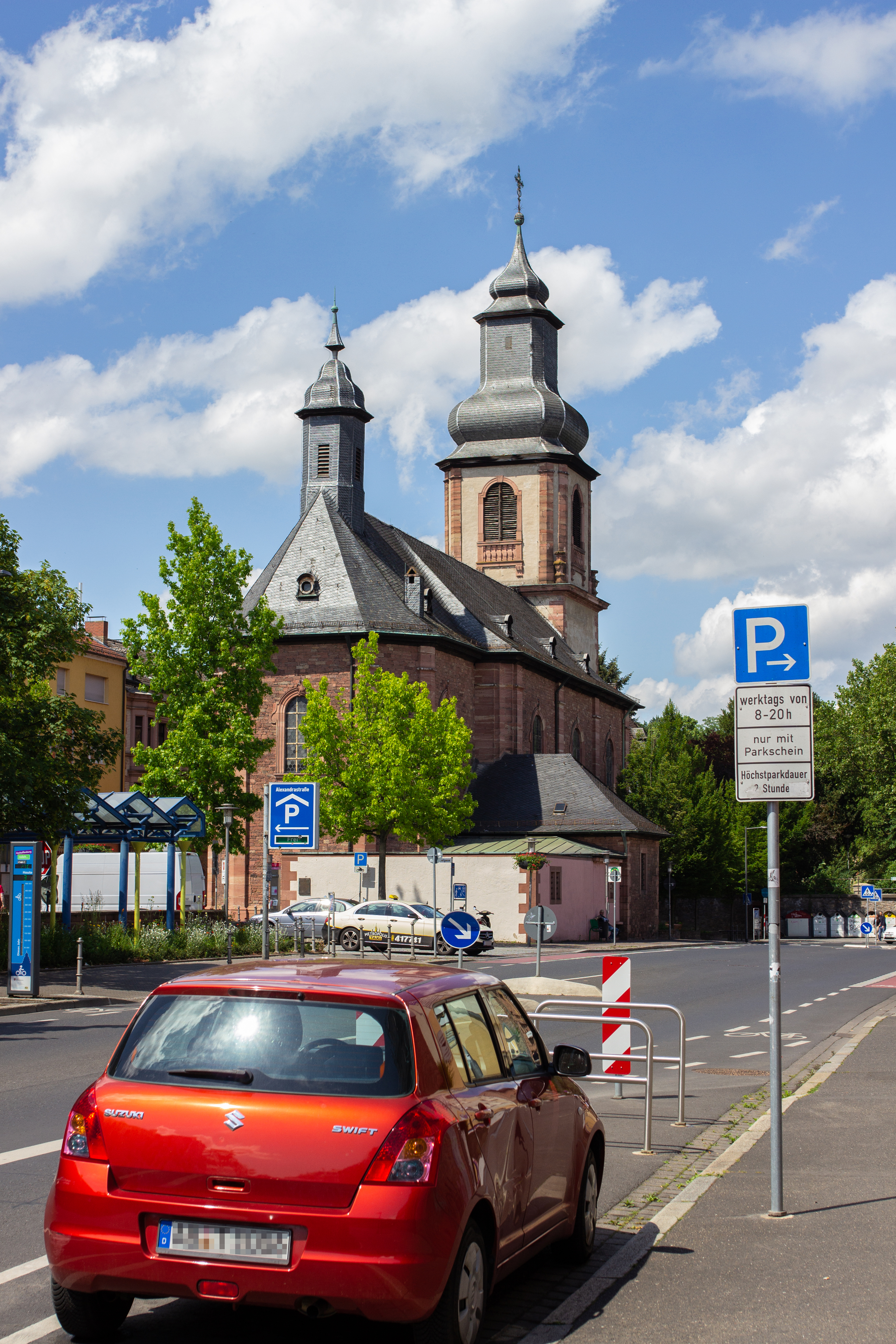
Blick aus der Alexandrastraße

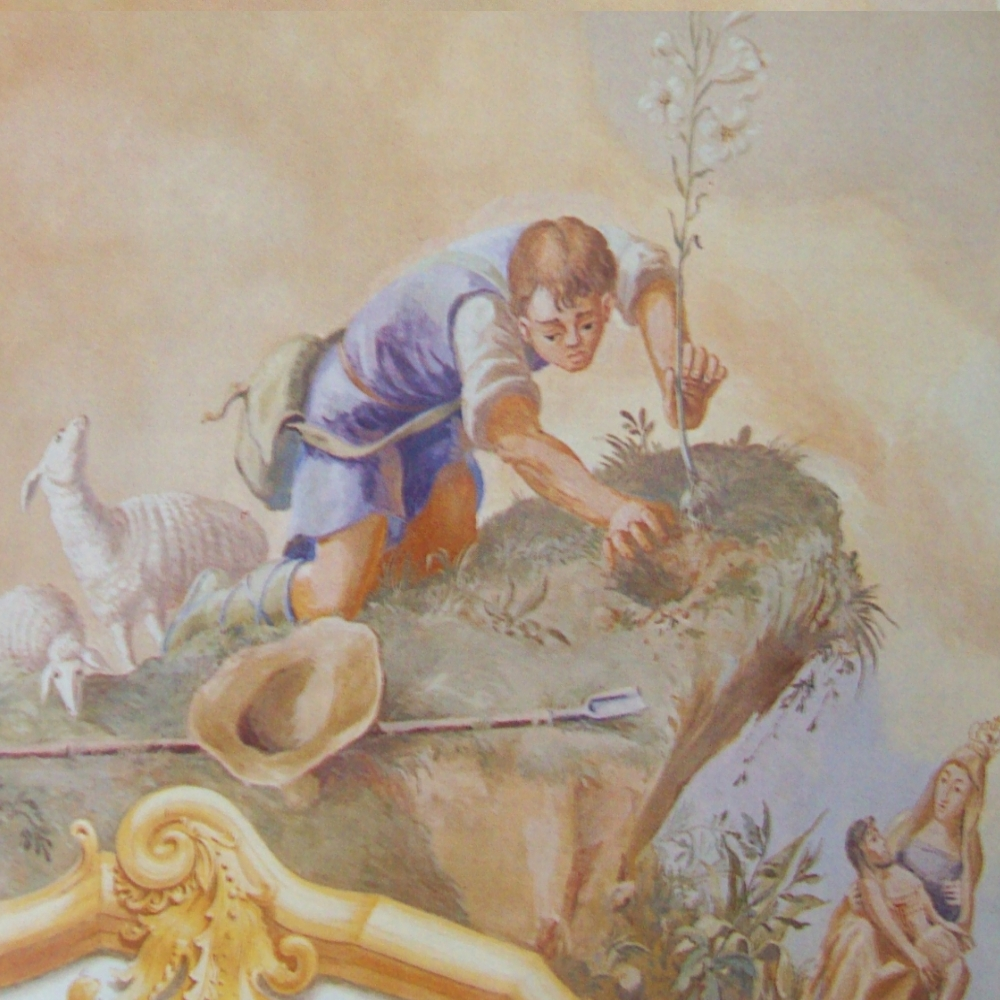
Sage von der Auffindung des Gnadenbildes durch einen Schäfer (Wolfgang Lenz 1986)

Die Wallfahrtskirche Mariä Heimsuchung, umgangssprachlich Sandkirche – „Ecclesia ad album Lilium – Kirche zur weißen Lilie“ ist eine Votivkirche in Aschaffenburg und Wallfahrtskirche auf der Route 1 – Westschleife, Station 9, des Fränkischen Marienwegs.
Unter den katholischen Kirchen Aschaffenburgs nimmt die Sandkirche eine besondere Stellung ein. Sie ist weder Pfarrkirche noch Klosterkirche. Als Votivkirche wurde sie zu Ehren der Schmerzensmutter gelobt und erbaut.

## Geschichte
In einer Zinsurkunde von 1431 ist ein „Heyligen Hues vor der Sant Porthen“ genannt, eine weitere Urkunde über die Sandkirche aus dem Jahre 1508 behandelt die Stiftung eines Altars. Über die Herkunft des Gnadenbildes gibt es keine gesicherte Nachricht. Die Sage berichtet, als die Gegend, in der die Sandkirche steht, noch bewaldet war, ein „fremder Kriegsmann“ oder ein einheimischer Schäfer eine weißblühende Lilie fand, deren Standort an dieser Stelle ungewöhnlich war. Beim Versuch die Blume auszugraben und sie in den heimischen Garten zu verpflanzen, fand er statt die Wurzel das Bildnis der schmerzhaften Muttergottes. Mit einer Urkunde vom 27. Mai 1517 bat der Rat der Stadt Aschaffenburg Kardinal Albrecht von Brandenburg eine Kapellenstiftung von Rat und Bürgerschaft „unter der Sandpforten“ zu genehmigen. Schon „vor etwa viel Jahren“ habe dort ein Bildstock gestanden, den man nun durch Errichtung einer Kapelle samt Altar in „geweyht und zierliche statt“ bringen wolle. Diese Kapelle „Zur weißen Lilie“ sollte zu Ehren der Gottesmutter, des Hl. Martin, des Hl. Bonifatius und des Heiligen Kreuzes und mit wöchentlich drei Messen dotiert werden. Inhaber des Altars sollte der Aschaffenburger Bürgersohn Johann Faust sein und das Präsentationsrecht in Händen des Rates liegen. Mit Dekret vom 1. Februar 1518 hat der Kardinal die Stiftung der Bürgerkirche genehmigt und das Dedikationsfest auf den Dienstag nach Pfingsten festgelegt. 
Von ersten öffentlichen Wallfahrten wird Anfang des 17. Jahrhunderts berichtet. Als die Pestepidemie 1606 Aschaffenburg erreichte, waren die Bewohner des damaligen Vorortes Damm besonders betroffen, über 300 Menschen starben innerhalb von vier Wochen. Nachdem das Entzünden von Zugfeuer wirkungslos blieb, gelobten die knapp 100 Überlebenden, am Freitag vor dem Michaelstag (29. September), dem sogenannten Hellfeiertag, eine Wallfahrt zur Sandkapelle. Sie haben zu Gott dem Allmächtigen gebetet und geschrien um Abwanderung der großen Plag, die Feuer im Flecken all ausgelöscht und diesen obgedachten Freitag Gott gelobt zu einer heiligen Feier zu ewigen Tagen zu fasten und feiern und der von der Seuche dahin gerafften Mitbürger zu gedenken. Als in den nachfolgenden Jahren die Krankheit auf die Spessartdörfer übergriff, suchten viele bei der Muttergottes an der Sandpforte Hilfe. 
Mit Gründung der Aschaffenburger Marianischen Herren- und Bürgersodalität (heute Eucharistisch-Marianische Männersodalität) im Jahre 1621, deren geistliche Leiter die 1612 durch Erzbischof Johann Schweikhard von Cronberg nach Aschaffenburg gerufenen Jesuiten waren, fanden jährlich zwei Prozessionen von der Jesuitenkirche zur Sandkapelle statt. Diese Tradition wird heute noch gepflegt, und zwar mit der Kreuzprozession am Palmsonntag von der Sandkirche zur Kapuzinerkirche und am ersten Sonntag im Oktober von der Sandkirche zur Muttergottespfarrkirche.

## Die Sandkirche von 1756

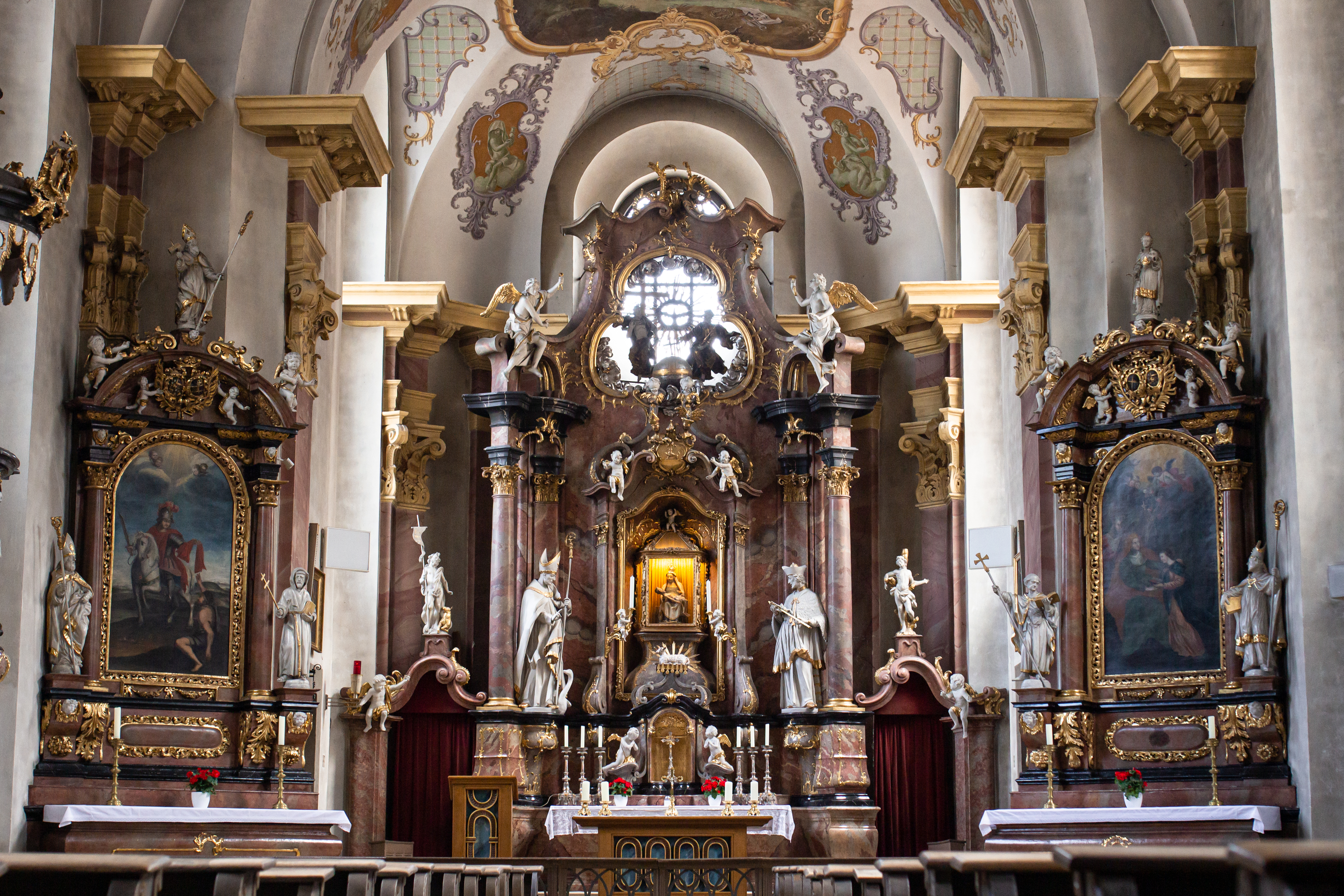
Sandkirche Aschaffenburg – Hochaltar mit Gnadenbild und Seitenaltäre

1698/99 erfolgte der Bau einer neuen größeren Kapelle mit Haupt- und zwei Nebenaltären
Als Mitte des 18. Jahrhunderts die Wallfahrten immer mehr zunahmen, beschloss der Rat der Stadt eine größere Kirche zu bauen. Der damalige Stadtschultheiß Veit Christoph Molitor, der Ratsherr Tobis Marzell, beides Mitglieder in der Männer-Sodalität und der Ratsherr Johann Christoph Mühlbacher, gingen mit der Sammelbüchse von Haus zu Haus, um Spenden für einen Neubau zu sammeln. Mit der Verpfändung von Kirchenstiftungsgeldern, Verkauf von Kirchengeräten und Kirchenkollekten kamen 13.556 Gulden zusammen. Der Rohbau wurde mit 13.668 Gulden veranschlagt. Angetan von dem Bürgerfleiß war der Oberamtmann von Amorbach Reichsgraf Johann Franz Wolfgang Damian von Ostein, ein Bruder des regierenden Kurfürsten von Mainz, Erzbischof Johann Friedrich Karl von Ostein. Beide waren zwar in Amorbach, als Söhne des Reichsfreiherrn Johann Franz Sebastian von Ostein und seiner Ehefrau Anna Charlotte Maria von Schönborn, geboren, waren aber durch ihre Mutter, die Tochter des Vizedoms Melchior Friedrich Graf von Schönborn, Erbauer des Schönborner Hofs in Aschaffenburg, sehr mit der Stadt Aschaffenburg verbunden. Mit deren finanziellen Hilfe konnte die Kirche gebaut und ausgestattet werden.
Die neue Aschaffenburger Sandkirche, mit deren Bau am 9. Februar 1756 begonnen wurde, wurde am 30. Oktober 1757 von dem Mainzer Weihbischof Christoph Nebel geweiht. Das im Jahre 1381 errichtete Sandtor, Teil der Stadtbefestigung, wurde als Kirchturm in den Bau integriert. Deckengemälde und Turmhaube wurden im Zweiten Weltkrieg zerstört. Während die Turmhaube bereits 1952 neu errichtet wurde, konnte mit der Wiederherstellung der Innenausmalung erst 1986 begonnen werden. Der Würzburger Maler Wolfgang Lenz hat – unter der Prämisse, dass der Originalstil und die Originalmotive wiederverwendet würden – die Deckengemälde neu geschaffen.

### Ausstattung
Im Hochaltar, er wird dem Kurmainzer Hofwerkmeister Georg Schrantz zugeschrieben, der auch den Altar der Amorbacher Kirche geschaffen hat, über dem Drehtabernakel auf dem siebenfach versiegelten Buch das Lamm Gottes, im Zentrum des Mittelstücks ein Glasschrein, der von einem vergoldeten Rokokorahmen gefasst und umgeben ist, das Gnadenbild. Der Altar selbst ist eine Spätrokokoarbeit aus Stuckmarmor, zwei Säulen und Pilaster tragen den Aufbau. Über dem Gnadenbild halten zwei Putten das Stifterwappen des Mainzer Dompropstes Hugo Franz Karl zu Eltz, einen goldenen Löwen im quer geteilten goldenen Schild, darüber doppelte Helmzier. Die vier Altarplastiken aus Holz grau/weiß polimentiert zeigen links im Bischofsornat den Namenspatron des Stifters den Hl. Hugo mit seinem Attribut, dem Schwan und rechts den Hl. Nepomuk als Prager Domherrn, er war der Familienpatron des Hauses Eltz. Die beiden Figuren auf den Verbindungsbögen sind Johannes der Täufer und der Hl. Sebastian. In der Altarbekrönung in einer Dreipassöffnung schwebend die plastische Gruppe der Göttlichen Dreifaltigkeit. Zwei Engel mit Leidenswerkzeugen weisen zur Mitte hin.
Die Seitenaltäre, um 1710 entstanden, stammen aus dem Vorgängerbau, der barocken Sandkapelle und sind eine Stiftung der Familie Schönborn. Zwei korinthische Säulen umrahmen das Altarbild und tragen in der Mitte des sich schließenden Segmentbogens die von Putten gehaltene Allianzwappen des Aschaffenburger Vizedoms Rudolf Franz Erwein Graf von Schönborn und seiner Gattin Maria Eleonore Charlotte Gräfin von Hatzfeld. Auf dem Bild im linken Seitenaltar wird der Hl. Martin der Schutzpatron der Stadt Aschaffenburg dargestellt. Die Statuen im Bischofsornat mit Stab und Mitra sind der Hl. Erwin/Erwein und der Hl. Franziskus als Namenspatrone des Stifters. Die bekrönende Bonifatiusfigur auf dem Altaraufsatz erinnert an den Patron der alten Sandkapelle. Das Altarbild des rechten Seitenaltars zeigt die Hl. Mutter Anna und Joachim, die Eltern von Maria. Die Figuren des Anna-Altars sind der Hl. Johannes vom Kreuz und der Hl. Maximilian von Celeia, Bischof in Lauriacum (heute: Lorch in Oberösterreich) ebenfalls ein Namenspatron des Stifters. Als bekrönende Figur ist die Hl. Magdalena dargestellt. Das Allianzwappen des Stifterehepaars Graf Maximilian Franz von Seinsheim und seiner Gattin Anna Philippina Gräfin von Schönborn befindet sich im Segmentbogen.

## Orgel

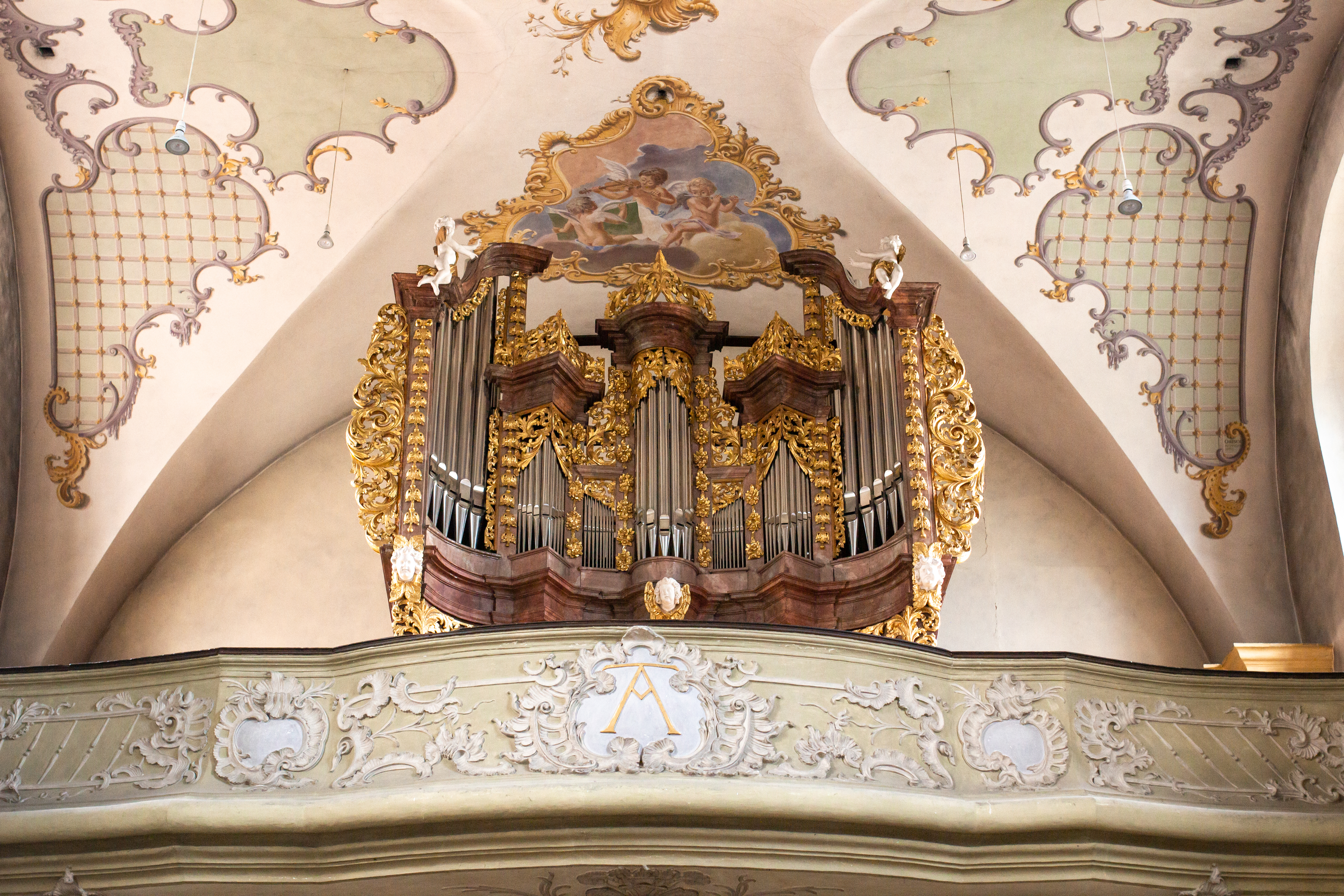
Sandkirche Aschaffenburg – Empore und Orgel (Orgelprospekt um 1710)

Die Orgel samt Prospekt waren ein Geschenk der Muttergottespfarrkirche an die Sandkirche, die 1713/14 von dem Frankfurter Orgelmacher Hans Georg Steigleder gefertigt und aufgestellt wurde. Im Jahre 1929 wurde von der Firma Siemann, München als Opus 457 eine komplett neue Orgel mit zwei Manualen und Pedal eingebaut. Nur das Orgelgehäuse aus dem frühen 18. Jahrhundert blieb erhalten. Hinter dem Prospekt befindet sich das Hauptwerk, dahinter das Schwellwerk, ganz hinten das Pedal. Über den Verbleib und die Verwendung der alten Orgel ist nichts bekannt. 1990 baute Winfried Elenz aus Würzburg die Orgel weitgehend um: Die ursprüngliche pneumatische Traktur wurde in eine  elektro-pneumatische Traktur umgebaut, der Magazinbalg wurde entfernt und durch einen Schwimmerbalg ersetzt und die Pedalklaviatur erneuert. Daraufhin hatte sie folgende Disposition:
| I Manual |            |       |   |
| 1.       | Principal  | 8′    | H |
| 2.       | Spitzgamba | 8′    | H |
| 3.       | Nachthorn  | 2′    |   |
| 4.       | Holzflöte  | 8′    | H |
| 5.       | Quinte     | 2 ⁄3′ |   |
| 6.       | Octave     | 4′    | H |
| 7.       | Gemshorn   | 4′    | H |
| 8.       | Mixtur III | 2 ⁄3′ |   |

| II Manual |                |    |   |
| 9.        | Gedackt        | 8′ | H |
| 10.       | Salicional     | 8′ | H |
| 11.       | Dolce          | 8′ | H |
| 12.       | Principal      | 4′ |   |
| 13.       | Flöte          | 4′ | H |
| 14.       | Octave         | 2′ |   |
| 15.       | Sesquialter II |    |   |

| Pedal |           |     |   |
| 16.   | Subbaß    | 16′ | H |
| 17.   | Violonbaß | 16′ |   |
| 18.   | Octavbaß  | 8′  |   |

- Anmerkungen

H = historisches Register
2015 wurde dieses Instrument abgebaut und durch einen Neubau der Orgelbauwerkstätte Karl Göckel ersetzt, dessen Fertigstellung im Februar 2016 abgeschlossen war. Die offizielle Einweihung fand am 5. März 2016 statt.
Dieses Instrument verfügt über 20 Register, verteilt auf zwei Manuale und Pedal mit voll mechanischer Spieltraktur. Klanglich orientiert sich dieses Werk an barocken Vorbildern und hat folgende Disposition:
| I Manual I C–g3 |              |    |
| 1.              | Prinzipal    | 8′ |
| 2.              | Gedackt      | 8′ |
| 3.              | Gamb         | 8′ |
| 4.              | Oktav        | 4′ |
| 5.              | Superoktav   | 2′ |
| 6.              | Kleingedackt | 4′ |
| 7.              | Quint        | 3′ |
| 8.              | Mixtur IV    | 1′ |

| II Manual II C–g3 |                    |       |
| 9.                | Flaut              | 8′    |
| 10.               | Quintatön          | 8′    |
| 11.               | Solicional         | 8′    |
| 12.               | Bifaria (ab c0)    | 8′    |
| 13.               | Rohrflöt           | 4′    |
| 14.               | Flageolet          | 2′    |
| 15.               | Quint              | 4′    |
| 16.               | Cornett II (ab c1) | 1 ⁄2′ |
| 17.               | Oboe               | 8′    |
|                   | Tremulant          |       |

| Pedal C–f1 |          |     |
| 18.        | Subbaß   | 16′ |
| 19.        | Octavbaß | 8′  |
| 20.        | Fugara   | 4′  |

- Koppeln Normalkoppeln: II/I, I/P, II/P

## Glocken
Das heutige Sandkirchengeläute besteht aus drei Glocken, die 1952 von der Glockengießerei Albert Junker in Brilon gegossen wurden. Die größte, „Christus, dem König“ geweiht, mit dem Ton fis’ trägt die Umschrift Christkönig regiere uns – ja ich bin ein König, die mittlere, Marienglocke, mit dem Ton a’ trägt die Umschrift Maria schütze uns – Königin in den Himmel aufgenommen und die dritte, mit dem Ton h’ trägt die Umschrift St. Josef – Heiliger des Alltags, bitte für uns. Die alten Glocken aus den Jahren 1736, 1774 und 1833 stehen im Museum der Stadt Aschaffenburg (Stiftsmuseum).

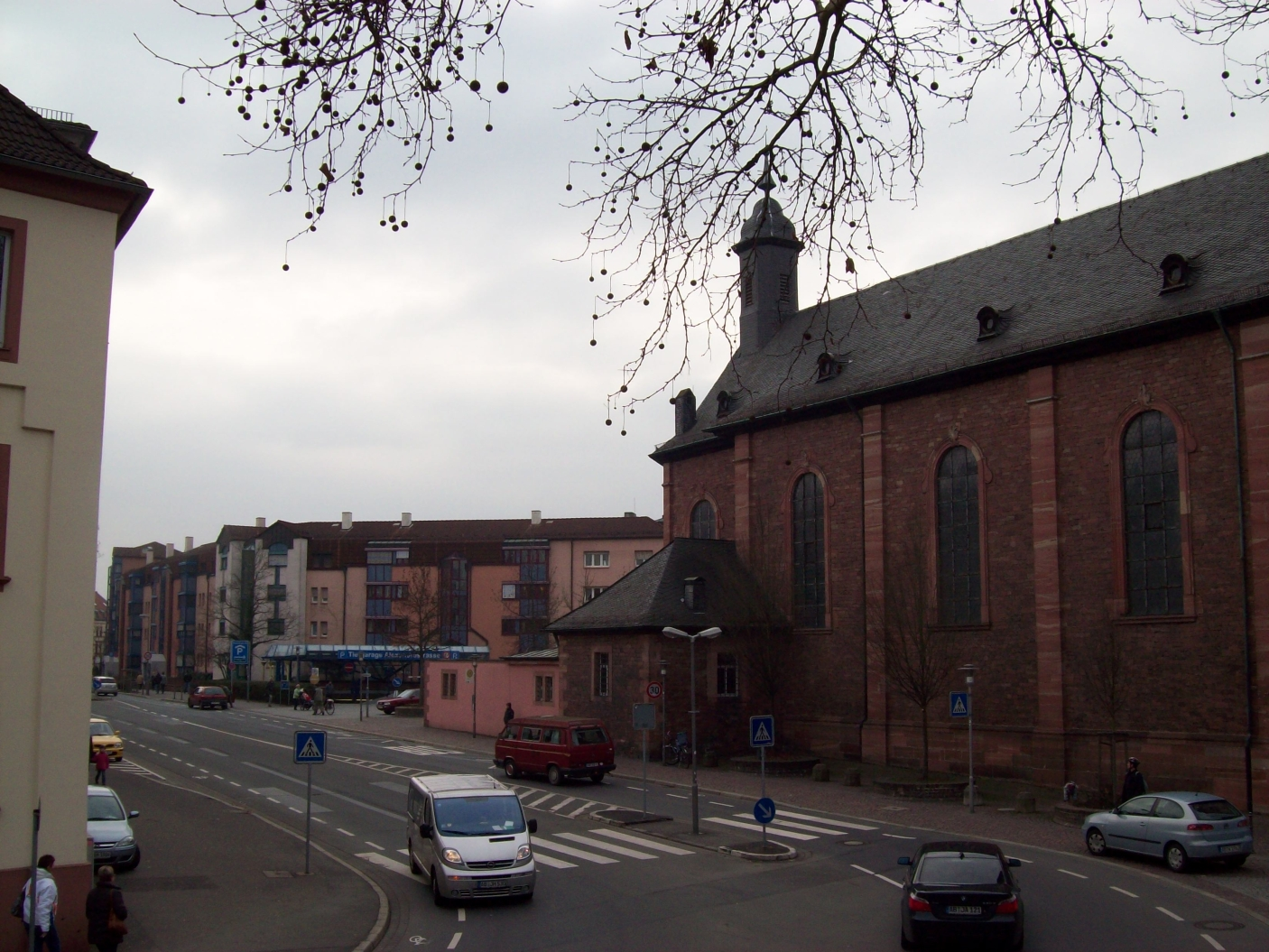
"Hinter der Sandkirche" heute

## Kurioses
In Aschaffenburg gab es den geflügelten Spruch, dass wer etwas „anstellte“, also verbrochen hatte, „hinner die Sandkersch“ käme. Dort befand sich von 1837 bis zu ihrem Abriss 1970 die "Frohnfeste", das Gefängnis, das im Stadtteil Strietwald als Justizvollzugsanstalt neu errichtet wurde.
Das Gelände des ehemaligen Sandkirchhofs war Eigentum der Stadt Aschaffenburg und wurde nach der Anlage des Altstadtfriedhofs zu Beginn des 19. Jahrhunderts als städtischer Holzhof verwendet. 1835 wurde der Platz an den bayerischen Staat abgetreten, der dort zuletzt das Eichamt betrieb.
Die ehemalige Orgel verfügte über 18 Register. In den verschiedenen Werkverzeichnissen von Willibald Siemann wird sie mal mit 17, mal mit 20 Registern angegeben.